# Corynoptera sicca
Corynoptera sicca är en tvåvingeart som beskrevs av Mohrig, Roeschmann och Björn Rulik 2004. Corynoptera sicca ingår i släktet Corynoptera och familjen sorgmyggor.
Artens utbredningsområde är Dominikanska republiken. Inga underarter finns listade i Catalogue of Life.